# Wallace, Indiana
Wallace är en kommun (town) i Fountain County i Indiana. Vid 2010 års folkräkning hade Wallace 105 invånare.